# الکساندر رادووانویچ
الکساندر رادووانویچ (صربی: aлekcahдap paдobahobић؛ زاده ۱۱ نوامبر ۱۹۹۳) یک فوتبالیست حرفه‌ای اهل صربستان است که به عنوان مدافع تیم کورتریک بلژیک بازی می‌کند.

## حرفه باشگاهی
رادووانویچ در ساباک متولد شد و شغل خود را با باشگاه محلی ماکوا آغاز کرد و در آنجا از دسته‌های جوانان عبور کرد. او در سال ۲۰۱۰ به اولین باشگاه حرفه ای خود ملحق شد و ۶ حضور در لیگ متحد صربستان به وجود آورد. در فصل بعدی، رادووانویچ ۲۳ بازی به عنوان یک بازیکن حرفه ای انجام داد و اولین گل ارشد خود را برای ماوکا به ثمر رساند. پس از گذشت زیاد از رده جوانان، رادووانویچ به بازی با تیم اول ادامه داد و در طی فصل ۱۳–۲۰۱۲ صربستان، چهار بار در بازی استفاده شد. رادووانویچ همچنین در هر یک از دو فصل قبلی یک‌بار در فصل ۱۴–۲۰۱۳ در طی مسابقه ۷ روزه مقابل رادر کوستولاتس گل زد. پس از اینکه باشگاه فوتبال صرب در تابستان ۲۰۱۴ در لیگ دسته‌اول صربستان ترویج یافت، رادووانویچ فصل جدیدی را به عنوان اولین انتخاب انتخاب کرد، اما برخی از مسابقات را به دلیل مصدومیت از دست داد (مانند بازی با کلوئبارا) او ۲۳ بازی لیگ تا پایان فصل ۱۵–۲۰۱۴ بازی کرد. در تابستان ۲۰۱۵ او باشگاه را ترک کرد.

### اواف کی بئوگراد
در تابستان ۲۰۱۵، رادووانویچ به باشگاهی در سپورلیگ صربستان پیوست، اما در آغاز فصل ۲۰۱۵–۲۰۱۵ به علت مشکلات اجرایی از دست رفت. او قرارداد حرفه‌ای خود را برای اواف کی بلگراد تحت مربیگری دراگلجوب بچوالاک در ۱۶ مسابقه باقیمانده در این فصل علیه ستاره سرخ بلگراد انجام داد. در طول این فصل، رادووانویچ ۱۵ بار در لیگ بازی کرد و برای پیروزی ۱ بر ۰ در برابر وویوودینا در ۲۷ بازی باقیمانده به سرمربی تیم ووک مارتینویچ کمک کرد.

### اسپارتاک سوبتیتسا
پس از گذراندن دوره آزمایشی با تیم اسپارتاک موسکو، رادووانویچ رسماً در ژوئیه ۲۰۱۶ در یک قرارداد سه‌ساله به این باشگاه ملحق شد. او اولین بازی خود را برای باشگاه جدید به عنوان یک مرکز برای بازی در فصل بهار سال ۲۰۱۶–۱۷ صرب علیه ووزدواک انجام داد که با نمانجا کلاسان جفت شد. رادووانویچ اولین گل سوپرلیگا را در ۸ نوامبر در همان فصل به ثمر رساند.
وی در بازی مقابل اینست جاور ایوانئیتسا، در ۱۰ سپتامبر ۲۰۱۶ بازی کرد. تیم اسپارتاک موسکو در اولین فصل خود با تیم اسپارتاک موسکو، در مجموع با یک گل در مجموع زیر مربی آندری چرنیشوف، ۳۱ بار حضور یافت. رادووانویچ دومین گل خود در تیم را برای تیم اسپارتاک در ۴ مسابقه باقیمانده در دوره ۲۰۱۷–۱۸ در برابر جاور ایوانئیتسا به ثمر رساند. رادووانویچ همچنین دو بار در پیروزی ۴ بر ۲ بر ردنیکی نیس گل زد. رادووانویچ در مسابقه مقابل بوراک چاچاک در ۱۹ نوامبر ۲۰۱۷ با خطای پنالتی تیم حریف مواجه شد و آن را گل کرد که به اولین گل او در این فصل تبدیل شد.

### وویوودینا
در ۲۲ ژانویه ۲۰۱۸، رادووانویچ یک قرارداد دو ساله را با وویوودینا امضا کرد. او به‌طور رسمی توسط ساسا دراکولیچ، مدیر ورزشی باشگاه فوتبال وودیووینا، انتخاب شد که پیراهن ۶۶ ساله را به تن کند، که قبلاً به جوزف بمپاه که بازیکن سرشناس پیشین این باشگاه است این شماره را هم داده بود. رادووانویچ اولین بازی رقابتی خود را برای باشگاه جدید در حضور سرمربی استلویکا در پیروزی ۲ بر ۰ در برابر ووزدواچ در ۱۷ فوریه ۲۰۱۸ انجام داد. رادووانویچ تا پایان فصل ۱۱ مسابقه سوپر لیگا را انجام داد.
وی همچنین اولین گل خود برای تیم را در پیروزی ۲ بر ۱ در برابر پارتیزان در ۲۹ آوریل ۲۰۱۸ به ثمر رساند.

### لنز
در ۲۶ ژوئن ۲۰۱۸، رادووانویچ قرارداد چهار ساله با لنز را امضا کرد و هزینه انتقال به‌طور غیررسمی به صورت غیررسمی گزارش شد. شماره ۲۶ پیراهن باشگاه به او داده شده‌است.

## آمار باشگاهی
| نام باشگاه              | فصل          | لیگ              | لیگ  | لیگ | جام ملی | جام ملی | جام داخلی | جام داخلی | قاره | قاره | دیگر | دیگر | مجموع | مجموع |
| نام باشگاه              | فصل          | لیگ              | بازی | گل  | بازی    | گل      | بازی      | گل        | بازی | گل   | بازی | گل   | بازی  | گل    |
| ----------------------- | ------------ | ---------------- | ---- | --- | ------- | ------- | --------- | --------- | ---- | ---- | ---- | ---- | ----- | ----- |
| ماکوا ساباک             | 2010–11      | لیگ شرق صربستان  | 6    | 0   | —       | —       | —         | —         | —    | —    | —    | —    | ۶     | ۰     |
| ماکوا ساباک             | 2011–12      | لیگ شرق صربستان  | 23   | 1   | —       | —       | —         | —         | —    | —    | —    | —    | ۲۳    | ۱     |
| ماکوا ساباک             | 2012–13      | لیگ شرق صربستان  | 4    | 1   | —       | —       | —         | —         | —    | —    | —    | —    | ۴     | ۱     |
| ماکوا ساباک             | 2013–14      | لیگ شرق صربستان  | 9    | 1   | —       | —       | —         | —         | —    | —    | —    | —    | ۹     | ۱     |
| ماکوا ساباک             | 2014–15      | سوپرلیگا صربستان | 23   | 0   | —       | —       | —         | —         | —    | —    | —    | —    | ۲۳    | ۰     |
| ماکوا ساباک             | Total        | Total            | ۶۵   | ۳   | —       | —       | —         | —         | —    | —    | —    | —    | ۶۵    | ۳     |
| باشگاه فوتبال بئوگراد   | ۲۰۱۵–۱۶      | سوپرلیگا         | 15   | 0   | 0       | 0       | —         | —         | —    | —    | —    | —    | ۱۵    | ۰     |
| اسپارتاک سوبوتیکا       | 2016–17      | سوپرلیگا         | 30   | 1   | 1       | 0       | —         | —         | —    | —    | —    | —    | ۳۱    | ۱     |
| اسپارتاک سوبوتیکا       | 2017–18      | سوپرلیگا         | 15   | 4   | 1       | 0       | —         | —         | —    | —    | —    | —    | ۱۶    | ۴     |
| اسپارتاک سوبوتیکا       | مجموع        | مجموع            | ۴۵   | ۵   | ۲       | ۰       | —         | —         | —    | —    | —    | —    | ۴۷    | ۵     |
| باشگاه فوتبال وویوودینا | ۲۰۱۷–۱۸      | سوپرلیگ صربستان  | 11   | 1   | 0       | 0       | —         | —         | —    | —    | —    | —    | ۱۱    | ۱     |
| باشگاه فوتبال لانس      | ۲۰۱۸–۱۹      | لیگ ۲            | 16   | 0   | 0       | 0       | 1         | 0         | —    | —    | —    | —    | ۱۷    | ۰     |
| Career total            | Career total | Career total     | ۱۵۲  | ۹   | ۲       | ۰       | ۱         | ۰         | —    | —    | —    | —    | ۱۵۵   | ۹     |